# フィロゲロス
『フィロゲロス』または『ピロゲロース』（古希: Φιλόγελως）は、古代ギリシアの笑話集。古代末期の3世紀から5世紀ごろ成立。
題名は「笑いを愛する人」を意味し、「知を愛する人」（フィロソフォス、哲学者）と同様の語構成である。

## 内容
全265話からなり「うつけ者」「けちん坊」「ほら吹き」「機転ばなし」など20の類型に分類されている。人物類型の多くはギリシア喜劇やテオフラストス『人さまざま』にも登場する。
「愚者の街」として知られるアブデラ、シドン、キュメの話（愚か村話）が多い。キリスト教の話もあるが、異教（古代ギリシアの宗教）の話のほうが多い。性や排泄の話もあるが比較的少ない。
『イソップ寓話集』『ギリシア詞華集』など他のギリシア文学、ラテン文学の笑話と似た話もある。トルコの『ナスレッディン・ホジャ物語』、中国の『笑府』など、他地域の笑話と似た話もある。

## 背景
作者はヒエロクレスとフィラグリオスの二人だが、この二人の素性は不詳である。笑話の中には、3世紀のピリップス帝のローマ建国千年祭や、3～5世紀の文化の記述があるため、3～5世紀ごろ成立と考えられる。『スーダ辞典』などの記述から、1世紀ごろのフィリスティオンが、原型となる笑話集を作ったとも考えられる。
本作は近現代の西洋古典学ではマイナーな作品だが、ウラジーミル・プロップらの昔話研究（比較説話学）で着目されている。

## 日本語訳
- 中務哲郎訳『フィロゲロス ギリシア笑話集』国文社〈叢書アレクサンドリア図書館〉、1995年。ISBN 9784772003995。